# Harborough (dystrykt)
Harborough – dystrykt w hrabstwie Leicestershire w Anglii.

## Miasta
- Lutterworth
- Market Harborough

## Inne miejscowości
Allexton, Arnesby, Ashby Magna, Ashby Parva, Billesdon, Bittesby, Bitteswell, Blaston, Bringhurst, Broughton Astley, Bruntingthorpe, Burton Overy, Carlton Curlieu, Catthorpe, Claybrooke Magna, Claybrooke Parva, Cold Newton, Cotesbach, Cranoe, Drayton, Dunton Bassett, East Langton, East Norton, Fleckney, Foxton, Frisby, Frolesworth, Gaulby, Gilmorton, Glooston, Goadby, Great Bowden, Great Easton, Great Glen, Gumley, Hallaton, Horninghold, Houghton on the Hill, Hungarton, Husbands Bosworth, Illston on the Hill, Keyham, Kibworth, Kimcote and Walton, King’s Norton, Knaptoft, Laughton, Launde, Leire, Little Bowden, Little Stretton, Loddington, Lowesby, Lubenham, Marefield, Medbourne, Mowsley, Newton Harcourt, North Kilworth, Noseley, Owston and Newbold, Peatling Magna, Peatling Parva, Rolleston, Saddington, Scraptoft, Shangton, Shawell, Shearsby, Skeffington, Slawston, Smeeton Westerby, South Kilworth, Stockerston, Stoughton, Sutton in the Elms, Swinford, Theddingworth, Thorpe Langton, Thurnby, Tilton on the Hill, Tugby and Keythorpe, Tur Langton, Ullesthorpe, Walcote, Walton, Welham, West Langton, Willoughby Waterleys, Withcote.